# Texaco/Havoline 200 1992
Texaco/Havoline 200 1992 var ett race som var den tolfte deltävlingen i PPG IndyCar World Series 1992. Racet kördes den 23 augusti på Road America. Emerson Fittipaldi tog sin andra raka seger, men han hade alltjämt långt upp till toppen. Al Unser Jr. blev tvåa, medan Bobby Rahal försvarade sin mästerskapsledning med en tredjeplats.

## Slutresultat
| Plats | Förare                 | Team                     | Grid | Kvaltid  |
| ----- | ---------------------- | ------------------------ | ---- | -------- |
| 1     | Emerson Fittipaldi     | Marlboro Team Penske     | 2    | 1.48,210 |
| 2     | Al Unser Jr.           | Galles-Kraco Racing      | 8    | 1.49,070 |
| 3     | Bobby Rahal            | Rahal-Hogan Racing       | 4    | 1.48,314 |
| 4     | Michael Andretti       | Newman/Haas Racing       | 3    | 1.48,269 |
| 5     | Mario Andretti         | Newman/Haas Racing       | 5    | 1.48,330 |
| 6     | John Andretti          | Hall/VDS Racing          | 10   | 1.49,672 |
| 7     | Danny Sullivan         | Galles-Kraco Racing      | 9    | 1.49,209 |
| 8     | Raul Boesel            | Dick Simon Racing        | 12   | 1.50,163 |
| 9     | Scott Pruett           | Truesports Co.           | 7    | 1.49,041 |
| 10    | Ted Prappas            | P.I.G. Racing            | 16   | 1.51,640 |
| 11    | Brian Till             | Robco Racing             | 19   | 1.52,894 |
| 12    | Scott Brayton          | Dick Simon Racing        | 13   | 1.50,434 |
| 13    | Buddy Lazier           | Leader Cards Racing      | 22   | 1.54,685 |
| 14    | Hiro Matsushita        | Dick Simon Racing        | 24   | 1.54,769 |
| 15    | Vinicio Salmi          | Euromotorsport           | 25   | 1.57,694 |
| 16    | Christian Danner       | Euromotorsport           | 18   | 1.51,940 |
| 17    | Paul Tracy             | Penske Racing            | 1    | 1.48,210 |
| 18    | Robby Gordon           | Chip Ganassi Racing      | 11   | 1.50,078 |
| 19    | Stefan Johansson       | Bettenhausen Motorsports | 14   | 1.50,983 |
| 20    | Scott Goodyear         | Walker Racing            | 6    | 1.48,966 |
| 21    | Eric Bachelart         | Dale Coyne Racing        | 21   | 1.53,454 |
| 22    | Jacques Villeneuve Sr. | Arciero Racing           | 20   | 1.53,143 |
| 23    | Eddie Cheever          | Chip Ganassi Racing      | 17   | 1.51,717 |
| 24    | Mike Groff             | Walker Racing            | 23   | 1.53,746 |
| 25    | Ross Cheever           | A.J. Foyt Enterprises    | 15   | 1.51,193 |